# Otis Dozovic
Nikola „Niko” Bogojevic (ur. 21 grudnia 1991 w Duluth) – amerykański profesjonalny wrestler, obecnie występujący w federacji WWE w rozwojowym brandzie SmackDown pod pseudonimem ringowym Otis.

## Wczesne życie
Bogojevic uczęszczał do Superior High School, w którym praktykował amatorski wrestling. Był mistrzem w grecko-rzymskich zapasach juniorów w 2009. Ponadto zdobył trzecie miejsce w mistrzostwach Junior Freestyle 2009.
Oryginalnie będąc członkiem University of Wisconsin-Madison, Bogojevic praktykował zapasy na poziomie kolegialnym w Augsburg College i Colorado State University-Pueblo. Zdobył międzynarodowy tytuł w grecko-rzymskich zapasach podczas Junior Pan-American Games w 2011, a także zdobył brązowy medal w stylu klasycznym podczas mistrzostw panamerykańskich w 2014.

## Kariera profesjonalnego wrestlera

### Wczesna kariera (2015–2016)
Bogojevic trenował wrestling w Mercury Pro Wrestling Academy w Arvadzie w stanie Kolorado. Pod pseudonimem Dozer występował w wielu regionalnych federacjach w Kolorado, między innymi Ultra Championship Wrestling-Zero i New Revolution Wrestling, w którym zdobył NRW Charged Championship.

### WWE

#### NXT (od 2016)
12 kwietnia 2016, Bogojevic został ogłoszony jednym z dziesięciu rekrutów mających rozpocząć treningi w WWE Performance Center. W ringu federacji WWE zadebiutował podczas live eventu rozwojowego brandu NXT z 8 lipca, gdzie wspólnie z Adrianem Jaoude zostali pokonani przez zespół The Authors of Pain. Tego samego miesiąca zaczął regularnie występować w parze z Tuckerem Knightem. Duo zadebiutowało w telewizji 19 października podczas odcinka tygodniówki NXT, gdzie występując jako „Heavy Machinery” zostali pokonani przez Austina Ariesa i Rodericka Stronga w pierwszej rundzie turnieju Dusty Rhodes Tag Team Classic 2016. Od tamtej pory Bogojevic przyjął pseudonim ringowy Otis Dozovic. Dozovic i Knight powrócili 29 marca 2017 w odcinku NXT i po raz pierwszy odnieśli zwycięstwo pokonując Mike’a Marshalla i Jonathana Ortaguna. 12 lipca w odcinku NXT, Heavy Machinery zmierzyło się i przegrało z The Authors of Pain o NXT Tag Team Championship.

## Styl walki
- Z Tuckerem Knightem
  - Drużynowe finishery
    - The Compactor (Aided falling powerslam)

  - Inne ruchy drużynowe
    - Dozovic wykonujący scoop slam Tuckerem Knightem w przeciwnika[12][13]
- Przydomki
  - „Dozer”
- Motywy muzyczne
  - „Deny Them Pain” ~ Saltybeats (NXT; 19 października 2016)
  - „Heavy” ~ CFO$ (NXT; od 29 marca 2017; używany podczas współpracy z Tuckerem Knightem)

## Mistrzostwa i osiągnięcia
- New Revolution Wrestling
  - NRW Charged Championship (1 raz)[8]
- Pro Wrestling Illustrated
  - PWI umieściło go w top 500 wrestlerów rankingu PWI 500 na 395. miejscu w 2017[14]
  - Debiutant roku (2017)[15]
- World Wrestling Entertainment
  - WWE Money in the Bank 2020[16]